# Rosellinia
Rosellinia De Not. – rodzaj grzybów z rodziny próchnilcowatych (Xylariaceae).

## Systematyka i nazewnictwo
Pozycja w klasyfikacji według Index Fungorum: Xylariaceae, Xylariales, Xylariomycetidae, Sordariomycetes, Pezizomycotina, Ascomycota, Fungi.
Synonimy nazwy naukowej: Amphisphaerella Henn., Byssitheca Bonord., Dematophora R. Hartig.

## Gatunki występujące w Polsce
- Rosellinia abietina Fuckel 1870[3]
- Rosellinia acutispora (Theiss.) L.E. Petrini 2013
- Rosellinia aquila (Fr.) Ces. & De Not. 1844
- Rosellinia chaetomioides J. Schröt. 1894[3]
- Rosellinia clavariarum (Tul. & C. Tul.) G. Winter[3]
- Rosellinia corticium (Schwein.) Sacc. 1882
- Rosellinia mammiformis (Pers.) Ces. & De Not. 1863
- Rosellinia necatrix Berl. ex Prill. 1904
- Rosellinia thelena (Kunze) Rabenh. 1865

Nazwy naukowe na podstawie Index Fungorum. Wykaz gatunków występujących w Polsce na podstawie checklist.